# Скотто, Рената
Рена́та Ско́тто (итал. Renata Scotto; 24 февраля 1934[…], Савона, Королевство Италия — 16 августа 2023, Савона, Италия) — итальянская оперная певица (сопрано) и театральный режиссёр. Благодаря сценическому магнетизму и широкому эмоциональному диапазону с успехом исполняла многие из самых драматичных партий, доступных сопрано. С 1960-х годов её единственными соперницами на итальянской оперной сцене были Рената Тебальди и Мирелла Френи. Последние полвека жизни провела преимущественно в США. 

## Биография
Рената родилась в Савоне в Италии, где спустя восемнадцать лет и дебютировала на оперной сцене родного города (в партии  Виолетты в «Травиате»). С 1953 года выступала на сцене миланского Нового театра, а в следующем году (экстренно заменив заболевшую певицу) вышла на знаменитую сцену «Ла Скала», где впоследствии оттачивала своё мастерство под руководством Мерседес Льопарт. 
С 1957 года выступала также в Лондоне (партии Мими, Адины в «Любовном напитке»). Прорыв к международной славе случился на Эдинбургском фестивале 1957 года, где она заменила Марию Каллас в партии Амины в «Сомнамбуле», поставленной Лукино Висконти. У Каллас, которая была её кумиром, Скотто училась погружению в роль, драматической напряжённости и тщательной работе над текстом.
В 1964 году вместе с театром «Ла Скала» Рената Скотто впервые приезжала на гастроли в Москву, где пела в опере «Лючия ди Ламмермур». После ухода на покой Ренаты Тебальди конкурировала за звание главной примадонны итальянской оперы с Миреллой Френи. Помимо многолетнего сотрудничества с дирижёрами Джеймсом Ливайном и Риккардо Мути, Скотто создала творческий союз с режиссёром Франко Дзеффирелли, чьи роскошные постановки подчёркивали её драматический дар.  
С 1965 года Рената Скотто постоянно сотрудничала с нью-йоркским театром «Метрополитен-опера» (дебют в заглавной партии в «Мадам Баттерфляй»), где выступала до 1987 года (среди партий — Лючия, Леонора в «Трубадуре», Елизавета в «Дон Карлосе», Дездемона). Она пела в Мюнхене, Берлине, Чикаго (с 1960, дебют в партии Мими) и многих других городах; с 1964 по 1981 годы  неоднократно выступала на фестивале «Арена ди Верона».

### Переход к драматическим ролям
В 1970-х и 1980-х годах Скотто и Френи считались королевами итальянского оперного репертуара, однако предлагаемые Скотто интерпретации классики были смелее. Она воплощала наиболее сложных героинь Верди (от мятущейся леди Макбет до страстной Леоноры в «Трубадуре»), а также возрождала традиции бельканто, блистая в «Анне Болейн» и «Лючии ди Ламмермур» Доницетти. Много споров вызвало её решение предложить собственную версию Нормы — роли, которая прочно ассоциировалась с Каллас. Её Виолетта в «Травиате» поразила критиков хрупкостью и обнажённостью чувств. 
Со временем в репертуаре Скотто стали преобладать партии драматического плана (наподобие Джоконды в одноимённой опере Понкьелли). Не боясь рисковать («Я пою своей кровью»), Скотто с конца 1980-х бралась за тяжёлые спинто-партии (такие, как Сантуцца из «Сельской чести») и даже меццо-сопрановые роли вроде Азучены из «Трубадура». Критики порой сомневались в её выборе, но публика боготворила её смелость. В 1992 году исполнила партию Маршальши в «Кавалере розы» (Театр Массимо Беллини, Катания), в 1993 году выступила в моноопере «Человеческий голос» Пуленка на фестивале «Флорентийский музыкальный май». В 1997 году выступила с камерной программой в Москве. Всего репертуар Скотто включал более сорока ролей.

### Поздние годы: преподавание и режиссура
Критики называли Френи и Скотто «сопрано для интеллектуалов». Острый ум и драматическое чувство облегчили переход Ренаты к режиссуре и преподаванию. В качестве постановщицы опер она выступала в основном в США. В Джульярдской школе и других консерваториях регулярно давала мастер-классы, учила певиц новых поколений (Рене Флеминг, Анна Нетребко и проч.) соединять виртуозность техники с правдой переживания, следуя принципам собственной карьеры. Она отстаивала пение на оригинальных языках, возрождала забытые оперы веризма и лепила героинь, в которых органично сочетались сила и уязвимость.
С начала XXI века Скотто стала проводить больше времени в Европе, участвуя в театральных постановках в качестве режиссёра. Также преподавала в Музыкальной академии Санта-Чечилия в Риме. В 2011 году Рената Скотто вошла в состав жюри соревнования вокалистов Международного конкурса имени Чайковского, проходившего в Санкт-Петербурге. В интервью российским журналистам призналась, что её любимый русский композитор — Михаил Глинка.
Скончалась 16 августа 2023 года в возрасте 89 лет в своём родном городе Савона. В полувековом браке со скрипачом театра «Ла Скала», Лоренцо Ансельми, имела сына и дочь.

## Режиссёрская деятельность
Постановка оперных спектаклей в Метрополитен Опера, Арена ди Верона, Флоридском оперном театре (Майами), Финской национальной опере, театре города Катания, Лирик опера (Чикаго), в театрах Сантьяго, Афин и других городов. 

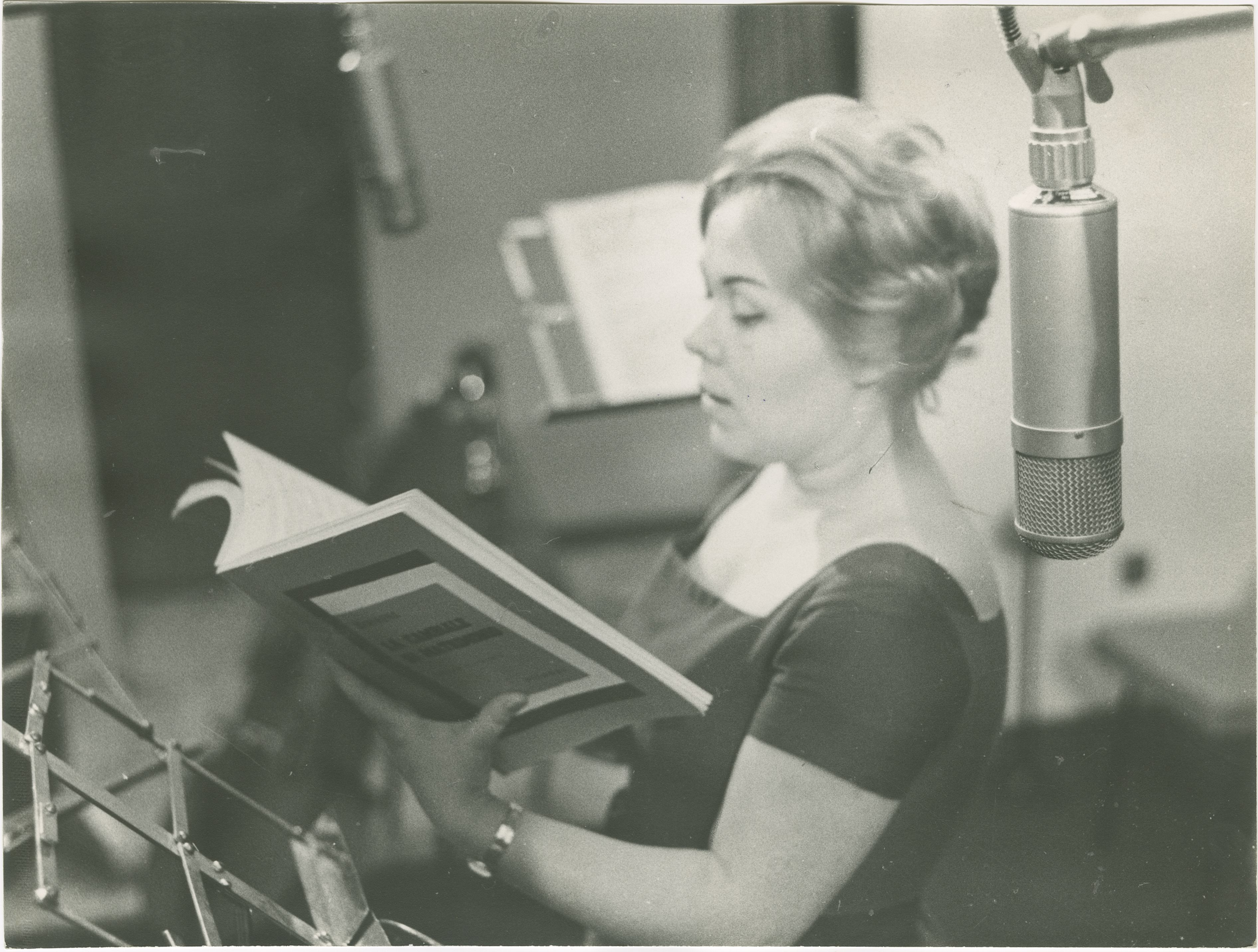
Рената Скотто на записи оперы Россини «Брачный вексель» (1960)

- «Норма» (постановка в Финской национальной опере)
- «Мадам Баттерфляй» (Метрополитен Опера, Арена ди Верона, Флорида Гранд Опера, Палм Бич Опера)
- «Пират» (Катания, 1993)
- «Валли» (Даллас, Берн)
- «Травиата» (Нью-Йорк Сити Опера, 1995)
- «Богема» (Чикаго 2007 и Палм Бич Опера 2009)
- «Турандот» (Афины 2009)
- «Сомнамбула» (Катания, 1994; Майами и Мичиган 2008)
- «Лючия ди Ламмермур» (Салоники 2004)
- «Адриана Лекуврёр» (Сантьяго 2002)
- «Бал-маскарад» (Чикаго 2010)

## Награды и призы
- «Грэмми» за «Мадам Баттерфляй» (1984).
- Премия Святого Михаила (1994).
- Дневная премия «Эмми» за телепостановку «Травиаты» для «Нью-Йорк Сити Опера» в 1980 году.
- Орден Искусств и литературы в степени командора (1995).
- Opera News Award 2006.
- Награда «Met Legends» за верность Метрополитен-опере (27.02.2011)[14].

## Дискография
(В алфавитном порядке по композиторам.)
- Беллини. Капулетти и Монтекки. Claudio Abbado, 1968
- Беллини. Сомнамбула. Cillario, 1972, Ковент Гарден
- Беллини. Сомнамбула. Santi, ЛА Фениче, 1961
- Беллини. Чужестранка (La straniera). Gracis.
- Беллини. Норма. Levine; Sony 1979
- Беллини. Норма. Muti, Флоренция, 1981
- Беллини. Заира. Belardinelli
- Бизе. Кармен (партия Микаэлы). Molinari-Pradelli
- Верди. Ломбардцы в первом крестовом походе. Gavazzeni
- Верди. Сицилийская вечерня. Gavazzeni
- Верди. Сицилийская вечерня. Muti
- Верди. Травиата. Cillario
- Верди. Травиата. Votto DG 1963
- Верди. Травиата. Muti. EMI 1980
- Верди. Набукко. Muti. EMI, 1978
- Верди. Реквием. Muti; EMI
- Верди. Реквием. Abbado, Rome 1977
- Верди. Риголетто; Gavazzeni; RCA
- Верди. Риголетто; Kubelik; RCA
- Верди. Риголетто, Giulini
- Верди. Отелло; Levine; RCA
- Верди. Отелло, Muti, Firenze, 1978
- Верди. Песни. Вашингтон
- Вольф-Феррари. Секрет Сусанны. Pritchard, CBS 1980
- Гуно. Филемон и Бавкида. Sanzogno
- Гуно. Фауст. Parodi
- Доницетти. Дон Паскуале, Franci
- Доницетти. Любовный напиток, Gavazzeni
- Доницетти. Лючия ди Ламмермур. Sanzogno, 1959
- Доницетти. Лючия ди Ламмермур. Gavazzeni
- Доницетти. Лючия ди Ламмермур. Sanzogno
- Доницетти. Лючия ди Ламмермур. Rigacci
- Доницетти. Мария ди Роган. Gavazzeni
- Доницетти. Анна Болейн. Даллас, Rudel, 1980
- Джордано. Андре Шенье. Levine; RCA 1978
- Керубини. Медея (Glauce), Serafin, EMI 1957
- Леонкавалло. Паяцы. Muti. EMI
- Масканьи. Сельская честь; Levine; RCA
- Мейербер. Роберт-Дьявол. Sanzogno
- Мейербер. Пророк. Lewis, CBS
- Перголези. Служанка-госпожа (La serva padrona). Fasano
- Понкьелли. Джоконда. Bartoletti
- Пуччини. Эдгар. Queler. CBS
- Пуччини. Богема. Votto DG, 1962
- Пуччини. Богема. Levine, EMI, 1979
- Пуччини. Виллисы. Maazel, CBS
- Пуччини. Триптих: «Плащ», «Сестра Анджелика», «Джанни Скикки». Maazel; CBS 1979
- Пуччини. Мадам Баттерфляй. Barbirolli. EMI 1966
- Пуччини. Мадам Баттерфляй. Maazel. Sony 1978
- Пуччини. Мадам Баттерфляй, Adler, San Francisco 1965
- Пуччини. Мадам Баттерфляй, Basile
- Пуччини. То́ска. Levine, EMI, 1980
- Пуччини. Турандот (Liù), Molinari-Pradelli, EMI, 1967
- Рефиче (Licinio Refice). Чечилия (Cecilia). Campori
- Респиги; Закат (Il Tramonto). Фултон, Токийский струнный квартет
- Россини. Севильский цирюльник. Bellezza
- Спонтини. Весталка. Picchi
- Чилеа. Адриана Лекуврёр; Levine; Sony
- Чилеа. Адриана Лекуврёр; Gavazzeni
- Лучшие записи Ренаты Скотто (The very best of Renata Scotto). Arias y escenas; EMI
- Итальянские оперные арии (Italian Opera Arias). Gavazzeni. Sony 1976
- Арии и Песни. Произведения Масканьи, Листа, Скарлатти, Россини.. Ivan Davis
- Концерт произведений французских композиторов (Берлиоза, Оффенбаха, Массне, Тома, Гуно). Rosenkrans
- Концерт произведений Гайдна, Доницетти, Форе, Пуччини (Recital). Arnaltes
- Рождество с Ренатой Скотто (Christmas with Scotto). Anselmi
- В Москве. Запись 1964. (In Moscow. Recorded Live In 1964). (Фирма «Мелодия», 2009)

(В алфавитном порядке по композиторам.)
- Верди «Отелло». Levine; Met 1978
- Верди «Травиата». Verchi, Токио 1973
- Верди «Luisa Miller». Levine; Met 1979
- Гуно «Фауст». Ethuin, Токио, 1973
- Доницетти «Любовный напиток». Gavazzeni. Флоренция, 1967
- Доницетти «Лючия ди Ламермур». Bartoletti, Токио, 1967
- Пуччини «Богема». Levine (Mimì), Met 1977
- Пуччини «Богема». Levine (Mussetta), Met 1982
- Пуччини «Манон Леско». Levine; Met 1983
- Дзандонаи. Франческа да Римини. Levine; Met 1984
- Концерт в Будапеште. 1991, Lukacs
- Концерт в Монреале. 1986, Fulton, Armenian